# Bande dessinée finlandaise
La bande dessinée finlandaise existe depuis les années 1910. Dominée par la production américaine dès les années 1920, elle est restée destinée principalement aux enfants jusqu'aux années 1970. Les Moumines, créés par Tove Jansson en 1939 (qui écrit en suédois, la deuxième langue officielle du pays), est la série la plus célèbre de la bande dessinée jeunesse finlandaise. À partir de la fin des années 1990, la scène alternative explose, faisant de la Finlande « l'une des principales plates-formes de la bande dessinée européenne ». De nombreux auteurs finlandais sont traduits en français depuis la fin des années 1990 (Matti Hagelberg, Tommi Musturi, Ville Ranta, Marko Turunen, etc.).
Depuis 1971, la Société finlandaise de bande dessinée (finnois : Suomen sarjakuvaseura) œuvre pour la reconnaissance de la bande dessinée en Finlande et pour la diffusion des productions locales dans le reste du monde.

### Documentation
- Patrice Boyer (dir.), B.F. Fin. La Bande dessinée finlandaise à Angoulême en 1988, Kalletuotanto Oy, 1988.
- Patrick Gaumer, « Finlande », Larousse de la BD, Paris : Larousse, 2010, hors-texte p. 48-49.
- Jelle Hugaerts (interviewé) et Nicolas Verstappen (intervieweur), « Huuda Huuda », sur Du9, janvier 2013.
- Heikki Kaukoranta (fi), « La Bande dessinée finlandaise », dans Phénix n°27, septembre 1973, p. 41-46.
- Pasi Vainio (fi) (trad. Thierry Groensteen), « Lettre de Scandinavie », dans Les Cahiers de la bande dessinée n°62, mars 1985, p. 47-49.